# 大正筋商店街

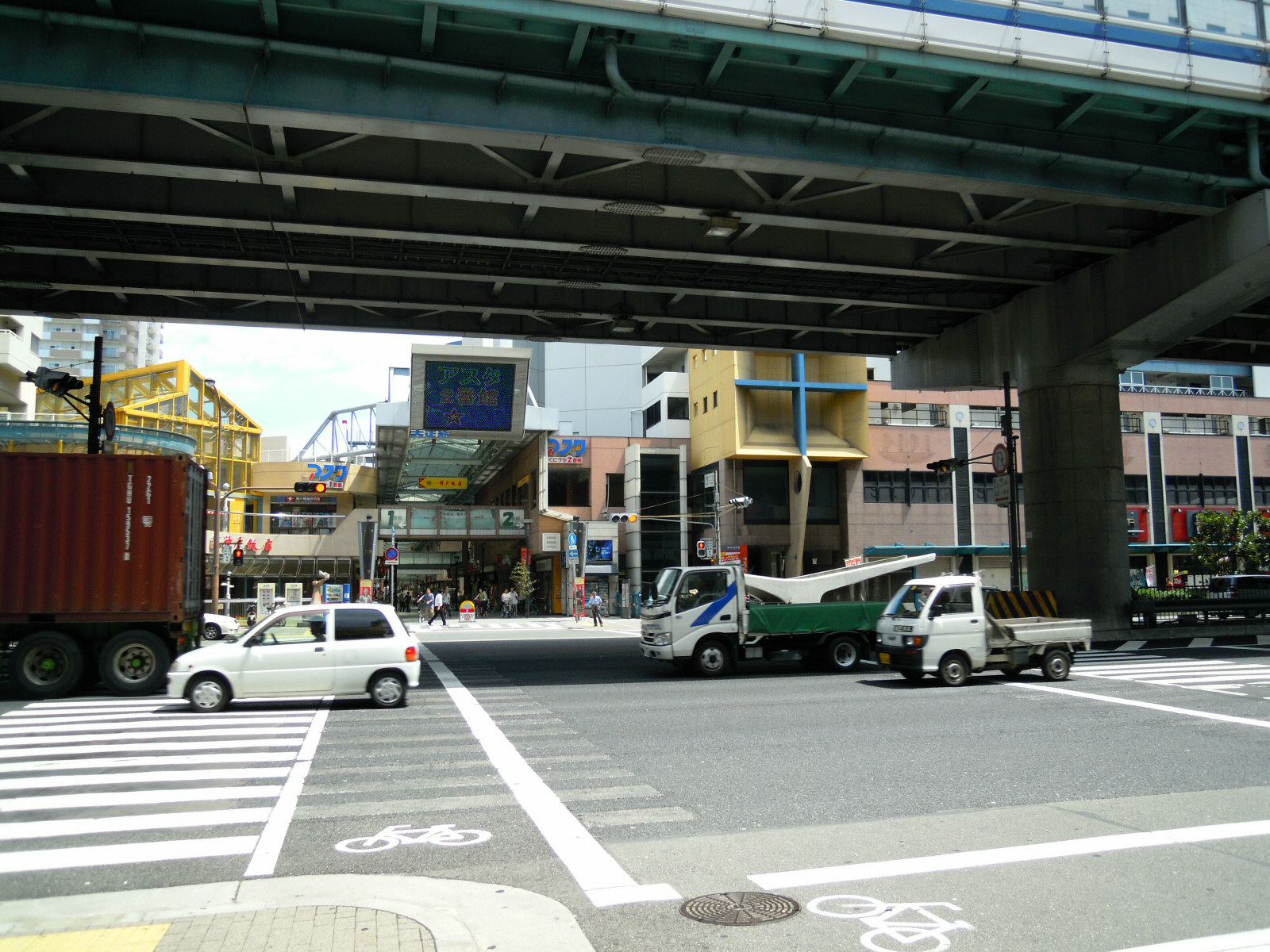
大正筋商店街入り口

大正筋商店街（たいしょうすじしょうてんがい）とは兵庫県神戸市長田区に存在する商店街の名称。

## 概要
1918年設立。当初は三つの組織に分かれておりそれぞれが異なった名称であったものの、1924年に名称を公募し、審査の結果当時の年号であった大正を取り入れて大正筋と名付けられ現在に至る。

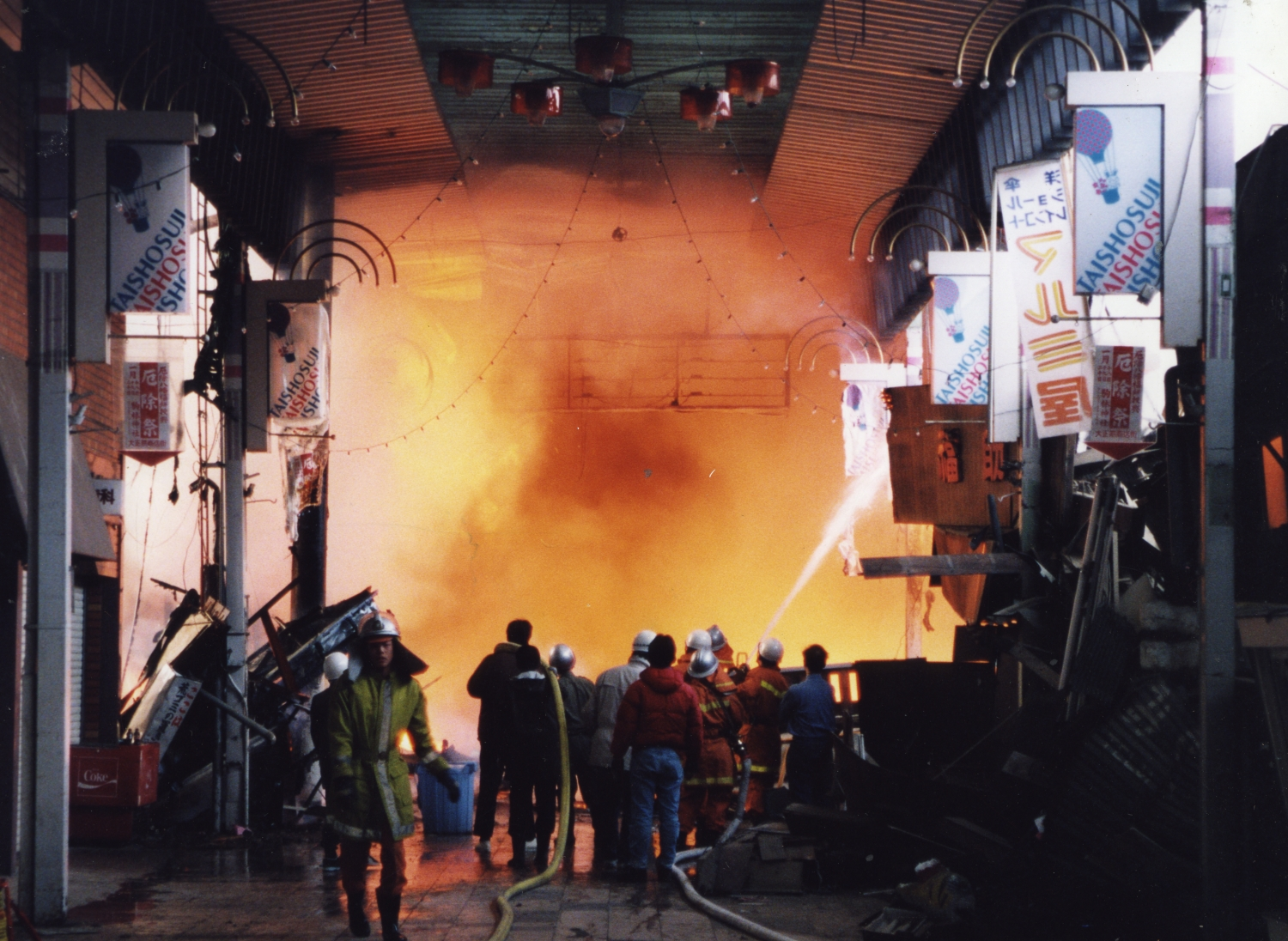
阪神・淡路大震災の火災

## 阪神・淡路大震災と復興
1995年1月17日に発生した阪神・淡路大震災では建物の倒壊と火災という形で被災した。震災直後はいくつかの商店は露天で営業した。震災後に神戸市主導で再開発事業が行われ、現在はマンションと商店街が一体となった「アスタくにづか」となっている。だが震災後に建てられた再開発ビルには空き店舗が目立ち、再開発の失敗であると指摘されることもある。このマイナスイメージの払拭と、まちの賑わいのために2017年4月より商店主ら有志による「まちかど演奏会」という路上ライブが実施されている。これは毎週土日に実施されており、2018年6月時点では実施回数は70回以上を数える。